# 恩施 (特里尔-萨尔堡县)
恩施是德国莱茵兰-普法尔茨州的一个市镇。总面积6.83平方公里，总人口470人，其中男性234人，女性236人（2011年12月31日），人口密度69人/平方公里。